# Pavaratty
Pavaratty es una ciudad censal situada en el distrito de Thrissur en el estado de Kerala (India). Su población es de 12299 habitantes (2011). Se encuentra a 20 km de Thrissur y a 81 km de Cochín.

## Demografía
Según el censo de 2011 la población de Pavaratty era de 12299 habitantes, de los cuales 5570 eran hombres y 6029 eran mujeres. Pavaratty tiene una tasa media de alfabetización del 96,15%, superior a la media estatal del 94%: la alfabetización masculina es del 97,70%, y la alfabetización femenina del 94,91%.